# Louis A. Wiltz
Louis A. Wiltz, né le 22 octobre 1843 et mort le 16 octobre 1881, gouverneur de la Louisiane du 14 janvier 1880 au 16 octobre 1881, Démocrate. 